# 清涼寺 (芮城県)
清涼寺（せいりょうじ）は、中華人民共和国山西省運城市芮城県西陌鎮にある仏教寺院。

## 歴史
清涼寺は元の大徳7年（1303年）に創建された。
2001年6月25日、中華人民共和国国務院は清涼寺を全国重点文物保護単位に認定した。

## 伽藍
寺院は元代の大雄宝殿（本堂）の一つしか残っていません。五間の広さと奥行きの三間、建築面積は572平方メートルです。